# Martin Prusek
Martin Prusek (né le 11 décembre 1975 à Ostrava en Tchécoslovaquie aujourd'hui ville de République tchèque) est un joueur professionnel de hockey sur glace devenu entraîneur. Il évolue en tant que gardien de but.

## Carrière

### En Europe
Martin Prusek commence sa carrière avec le HC Vítkovice du championnat élite de son pays, l'Extraliga en 1994. Deux ans plus tard, il parvient sur la seconde place du classement et à titre personnel il est sélectionné dans l'équipe type de la saison.
En 1999, il joue avec l'équipe de République tchèque pour le championnat du monde. Barré par Milan Hnilička et Roman Čechmánek, il ne commence pas de match en tant que titulaire mais aide tout de même son équipe à remporter la médaille d'or. Lors de l'été suivant, il participe au repêchage d'entrée dans la Ligue nationale de hockey et est choisi lors du sixième tour par les Sénateurs d'Ottawa. 164e joueur choisi, il décide de rester dans son pays avec Vítkovice.

### En Amérique du Nord
Il y joue encore deux saisons avant de rejoindre l'effectif des Sénateurs pour la 2001-2002. Il est un des quatre gardien utilisé par et Patrick Lalime est le titulaire ; il passe la quasi-totalité de la saison dans la Ligue américaine de hockey pour l'équipe affiliée à la franchise des Sénateurs : les Griffins de Grand Rapids. Éliminé lors du premier tour des séries, il reçoit tout de même deux trophées de la ligue : le trophée Aldege-« Baz »-Bastien du meilleur gardien de la saison
et le trophée Harry-« Hap »-Holmes pour avoir encaissé le moins de but de la saison. Pour ce dernier trophée, Simon Lajeunesse et Mathieu Chouinard sont également récompensés. Il est également désigné comme joueur membre de l'équipe type de la saison.
Lors de la saison suivante, il est le gardien numéro de l'équipe de la LNH mais toujours barré par Lalime, il ne joue que 18 matchs dans la LNH et 4 matchs avec les Senators de Binghamton, nouvelle affiliation de l'équipe.
Lors du lock-out 2004-2005 de la LNH, il retourne jouer dans son pays pour Vítkovice puis est prêté en cours de saison, il joue pour HC Znojemští Orli. Laissé libre par les Sénateurs, il retourne ensuite dans la LNH avec les Blue Jackets de Columbus mais au bout de 9 matchs dans la LNH, la direction du club l'envoie jouer dans la LAH pour le Crunch de Syracuse.

### De retour en Europe
Pour la saison 2006-2007, il décide de quitter l'Amérique du Nord et rejoint l'effectif du SKA Saint-Pétersbourg du championnat Russe. Finalement, il ne parvient à l'habitude russe de changer les gardiens assez régulièrement et son équipe terminant à la quatorzième place de la saison, il retourne pour la saison suivante avec son premier club professionnel, Vítkovice.
Il prend sa retraite en 2011.